# Timbó Grande
Timbó Grande là một đô thị thuộc bang Santa Catarina, Brasil. Đô thị này có diện tích 596,942 km², dân số năm 2007 là 7640 người, mật độ 12,8 người/km².